# Tczyca (gromada)
Tczyca – dawna gromada, czyli najmniejsza jednostka podziału terytorialnego Polskiej Rzeczypospolitej Ludowej w latach 1954–1972.
Gromady, z gromadzkimi radami narodowymi (GRN) jako organami władzy najniższego stopnia na wsi, funkcjonowały od reformy reorganizującej administrację wiejską przeprowadzonej jesienią 1954 do momentu ich zniesienia z dniem 1 stycznia 1973, tym samym wypierając organizację gminną w latach 1954–1972.
Gromadę Tczyca z siedzibą GRN w Tczycy utworzono – jako jedną z 8759 gromad na obszarze Polski – w powiecie miechowskim w woj. krakowskim, na mocy uchwały nr 24/IV/54 WRN w Krakowie z dnia 6 października 1954. W skład jednostki weszły obszary dotychczasowych gromad Dąbrowiec, Jelcza, Swojczany i Tczyca ze zniesionej gminy Tczyca oraz enklawa o powierzchni 15 ha z dotychczasowej gromady Przybysławice (leżąca na terenie dotychczasowej gromady Dąbrowiec w gminie Tczyca) ze zniesionej gminy Szreniawa z w tymże powiecie. Dla gromady ustalono 27 członków gromadzkiej rady narodowej.
31 grudnia 1961 do gromady Tczyca przyłączono wieś Wierzbie ze zniesionej gromady Jeżówka w powiecie olkuskim.
1 stycznia 1969 do gromady Tczyca przyłączono wieś Marcinkowice ze zniesionej gromady Pogwizdów.
Gromada przetrwała do końca 1972 roku, czyli do kolejnej reformy gminnej.